# Арнт, Чарльз
Чарльз Арнт (англ. Charles Arnt; 20 августа 1906 — 6 августа 1990) — американский актёр театра, кино и телевидения с 1930-х по начало 1960-х годов.
За свою кинокарьеру Арнт сыграл более, чем в 100 фильмах, среди которых «Запомни ночь» (1940), «Задержите рассвет» (1941), «Брат Сокола» (1942), «Великий Гилдерслив» (1943), «Высокая стена» (1947) и «Это чудесное побуждение» (1948). Он также сыграл в таких картинах, как «Цветы в пыли» (1941), «С огоньком» (1941), «Моя девушка Сэл» (1942), «Возьми письмо, дорогая»(1942), «Странная иллюзия» (1945), «Мисс Сьюзи Слэгл» (1946), «Моя любимая брюнетка» (1947), «Ловко устроился» (1948) и «Сладкоголосая птица юности» (1962).

## Ранние годы и театральная карьера
Чарльз Арнт родился 20 августа 1906 года в Мичиган-Сити, Индиана, в семье банкира.
После окончания Академии Филлипса в Андовере (штат Массачусетс) Арнт поступил в Принстонский университет, где учился на геолога. В Университете Арнт был президентом театрального клуба «Треугольник», а в 1929 году стал одним из основателей студенческого театра University Players наряду с такими будущими кинозвёздами, как Маргарет Саллаван, Генри Фонда, Джеймс Стюарт и Джошуа Логан. После окончания учёбы Арнт в течение года путешествовал по Гималаям и Индии, после чего вернулся на родину, некоторое время проработав банкиром. Однако вскоре желание быть актёром взяло своё, и в 1931 году он вернулся в театр University Players.
Уже год спустя Арнт играл на бродвейской сцене в спектакле «Кэрри Нейшн» (1932), за которым позднее последовали постановки «Три вальса» (1937—1938) и «День отдыха Никербокера» (1938—1939).

## Карьера в кинематографе
После бродвейского дебюта в 1933 году Арнт перебрался в Голливуд, где в том же году сыграл эпизодическую роль в музыкальной комедии с участием Эдди Кантора «Скандал в Риме» (1933). В течение последующих четырёх лет Арнт проработал на студии Paramount Pictures, где получал преимущественно эпизодические и небольшие роли, часто без упоминания в титрах. В 1934 году Арнт сыграл второстепенные роли в трёх фильмах, среди которых романтическая комедия с участием Кэри Гранта «Дамам стоит послушать» (1934) и музыкальная комедия с Бингом Кросби «Вот моё сердце» (1934). В 1935 году Арнт появился также в трёх картинах, среди которых романтическая комедия с Клодетт Колбер «Она вышла замуж за босса» (1935). В 1936 году актёр сыграл в восьми фильмах, в том числе эпизодическую роль в популярной криминальной комедии «За тонким человеком» (1936) с участием Уильяма Пауэлла и Мирны Лой. Другими заметными лентами с участием Арнта стали романтическая комедия с Кэри Грантом «Свадебный подарок» (1936) и вестерн с Бингом Кросби «Ритм на кручах» (1936), где у него были эпизодические роли. Среди четырёх фильмов 1937 года наиболее значимыми были романтическая комедия с Ричардом Диксом «Это случилось в Голливуде» (1937) и музыкальная комедия Columbia Pictures с Кэрол Ломбард «Взлёты и падения» (1937), где у Арнта была заметная роль второго плана.
В 1937 году Арнт вернулся на Бродвей, где проработал вплоть до 1939 года. В 1940 году он вновь появился в Голливуде, сыграв в семи фильмах, наиболее успешными среди которых были романтическая комедия «Магазинчик за углом» (1940) с участием Джеймса Стюарта и Маргарет Саллаван, а также романтические комедии «Запомни ночь» (1940) с Фредом Макмюрреем и Барбарой Стэнвик и «Я люблю вас снова» (1940) с Пауэллом и Лой. Год спустя у Арнта было 13 фильмов, среди которых наиболее значимыми были романическая комедия со Стэнвик и Купером «С огоньком» (1941), биографическая драма с Грир Гарсон и Уолтером Пиджоном «Цветы в пыли» (1941) и мелодрама с Шарлем Буайе и Оливией де Хэвилленд «Задержите рассвет» (1941). В том же году Арнт сыграл в своём первом фильме нуар «Одетый для убийства» (1941).
Среди одиннадцати фильмов Арнта в 1942 году выделяются фильм нуар с Аланом Лэддом и Вероникой Лейк «Оружие для найма» (1942), мелодрама с Ритой Хейворт «Моя девушка Сэл» (1942), детектив с Джорджем Сэндерсом «Брат Сокола» (1942), приключенческая комедия «Великий Гилдерслив» (1942) и комедия с Розалинд Расселл и Макмюрреем «Возьми письмо, дорогая» (1942). В 1943 году Арнт сыграл в пяти фильмах, в том числе, в вестерне с Джоном Уэйном «В старой Оклахоме» (1943) и в комедии «Плохой день Гринслива» (1943), а в 1944 году у Арнта было 11 фильмов, включая эпизодические роли в военной драме со Спенсером Трейси «Седьмой крест» (1944) и романтической комедии «Снова вместе» (1944) с Айрин Данн и Буайе.
В 1945 году Арнт впервые в своей карьере сыграл главную роль маниакального арт-дилера в фильме нуар бедной независимой студии Producers Releasing Corporation «Опасное проникновение» (1945). В том же году он сыграл ключевую отрицательную роль психиатра-убийцы в другом фильме нуар той же студии «Странная иллюзия» (1945). Заметную роль второго плана Арнт сыграл также в приключенческом экшне «Судан» (1945). Более значимыми картинами, в которых Арнт сыграл небольшие роли (без указания в титрах) стали романтическая комедия со Стэнвик «Рождество в Коннектикуте» (1945) и романтическая комедия со Спенсером Трейси и Кэтрин Хепберн «Без любви» (1945).
Арнт сыграл в десяти фильмах в 1946 году, среди них романтическая комедия с Уэйном и Колбер «Безоговорочно» (1946), мелодрама «Эта девушка Бреннана» (1946), фильм нуар с Кэрол Лэндис «За зелёными огнями» (1946) и драма «Мисс Сьюзи Слэгл» (1946) с Вероникой Лейк в главной роли. В 1947 году самыми заметными фильмами Арнта стали криминальная комедия «Моя любимая брюнетка» (1947) с Бобом Хоупом и Дороти Ламур и фильм нуар «Высокая стена» (1947) с Робертом Тейлором и Одри Тоттер. Арнт также сыграл главную отрицательную роль в фильме нуар студии Monogram Pictures «Козёл отпущения» (1947) и важную роль владельца издательства в фильме нуар «Большой город после заката» (1947).
Год спустя у Арнта было шесть фильмов, включая семейные комедии «Ловко устроился» (1948) с Робертом Янгом и Морин О’Харой, а также «Мальчик с зелёными волосами» (1948) с Пэтом О’Брайеном и Робертом Райаном, романтическую комедию с Тайроном Пауэром и Джин Тирни «Такой восхитительный порыв» (1948), а также фильм нуар «Бессмысленный триумф» (1948). В 1949 году Арнт появился в военной драме с Кларком Гейблом и Алексис Смит «Крупная ставка» (1949), вестерне с Тимом Холтом «Налётчики в масках» (1949), комедии с Клодетт Колбер «Невеста на продажу» (1949) и детективе «Китайское приключение Бостонского Блэки»(1949). В 1950 году у Арнта была эпизодическая роль в фильме нуар с Ли Джей Коббом «Человек, который обманул себя» (1950) и небольшая роль репортёра в фильме нуар «Солнце заходит на рассвете» (1950), а также роли в комедиях «Он удивителен» (1950) с Микки Руни и «Уобаш-авеню» (1950) с Бетти Грейбл.
Следующий раз Арнт появился на большом экране три года спустя в приключенческой ленте с Виктором Мэтьюром «Покрова Багдада» (1953) и в вестерне с Джеффом Чандлером «Большое восстание сиу» (1953). Пять лет спустя Арнт сыграл в мелодраме с Джорджем Нейдером «Прилив» (1958) и криминальной комедии с Микки Руни «Милый маленький банк, который надо бы ограбить» (1958). Последними работами Арнта для большого экрана стали вестерн «Чудо холмов» (1959), музыкальный фильм с Элвисом Пресли «Дикарь» (1961) и драма с Полом Ньюманом «Сладкоголосая птица юности» (1962), где он сыграл мэра Хенрикса .

## Карьера на телевидении
В период с 1958 по 1961 год Арнт сыграл в 20 эпизодах 16 различных телесериалов, среди них «Театр Зейна Грея» (1958), «Калифорнийцы» (1958, 2 эпизода), «Стрелок» (1958), «Мэверик» (1959—1961, 2 эпизода), «Шугарфут» (1960), «Гавайский детектив» (1960), «Лесси» (1960) и «Альфред Хичкок представляет» (1961).

## Актёрское амплуа и оценка творчества
В некрологе в «Нью-Йорк Таймс» об Арнте сказано, он был «характерным актёром, который сыграл более чем в 200 фильмах». По словам историка кино Хэла Эриксона, Арнт был «невысоким, лысеющим человеком с ощущением постоянной подозрительности к окружающим», который уже в 30-летнем возрасте «выглядел старше своих лет». Как далее отмечает киновед, «в кино Арнт часто играл не в меру любопытных клерков, соседей и случайных прохожих».

## Жизнь после ухода из шоу-бизнеса
В 1962 году Арнт оставил актёрскую профессию и начал импортировать и разводить коров французской шаролезской породы на своём ранчо на острове Оркас, штат Вашингтон.

## Смерть
Чарльз Арнт умер 6 августа 1990 года в возрасте 83 лет в своём доме на острове Оркас, штат Вашингтон, от рака поджелудочной железы и рака печени.
У Арнта остались жена Патриция, два сына — Дерек и Роквелл, дочь Абигайль и четверо внуков.

## Фильмография
| Год        |   | Русское название                               | Оригинальное название                    | Роль                                           |
| ---------- | - | ---------------------------------------------- | ---------------------------------------- | ---------------------------------------------- |
| 1933       | ф | Римские сплетни                                | Roman Scandals                           | Кай, дегустатор (в титрах не указан)           |
| 1934       | ф | Вот моё сердце                                 | Here Is My Heart                         | Хиггинс, валет Пола                            |
| 1934       | ф | Дамам стоит послушать                          | Ladies Should Listen                     | Альберт, слуга                                 |
| 1934       | ф | Готов к любви                                  | Ready for Love                           | Сэм Гарднер                                    |
| 1935       | ф | Она вышла замуж за босса                       | She Married Her Boss                     | Виктор Джессап                                 |
| 1935       | ф | Украденная гармония                            | Stolen Harmony                           | Клем Уолтерс                                   |
| 1935       | ф | Сегодня вечером нас будет двое                 | Two for Tonight                          | Бенни                                          |
| 1936       | ф | И неожиданная смерть                           | And Sudden Death                         | Арчи Слоун                                     |
| 1936       | ф | Кресло свидетеля                               | The Witness Chair                        | мистер Хеншоу                                  |
| 1936       | ф | За тонким человеком                            | After the Thin Man                       | пьяный на вечеринке (в титрах не указан)       |
| 1936       | ф | Каникулы                                       | College Holiday                          | билетёр (в титрах не указан)                   |
| 1936       | ф | Ритм на кручах                                 | Rhythm on the Range                      | стюард в вагоне-ресторане (в титрах не указан) |
| 1936       | ф | Свадебный подарок                              | Wedding Present                          | репортёр (в титрах не указан)                  |
| 1936       | ф | Не лезь в чужие дела                           | Mind Your Own Business                   | репортёр (в титрах не указан)                  |
| 1936       | ф | Всё достаётся грешнику                         | Sinner Take All                          | секретарь Лэмпьера (в титрах не указан)        |
| 1937       | ф | Каникулы ангела                                | Angel's Holiday                          | Ральф Эверетт                                  |
| 1937       | ф | Это случилось в Голливуде                      | It Happened in Hollywood                 | Джед Рид                                       |
| 1937       | ф | Взлеты и падения                               | Swing High, Swing Low                    | Джорджи                                        |
| 1937       | ф | Горная музыка                                  | Mountain Music                           | управляющий гостиницей (в титрах не указан)    |
| 1940       | ф | Я люблю тебя снова                             | I Love You Again                         | Биллингс                                       |
| 1940       | ф | Запомни ночь                                   | Remember the Night                       | Том                                            |
| 1940       | ф | Покупатель, будь осторожен                     | Buyer Beware                             | Лес Картер (в титрах не указан)                |
| 1940       | ф | Кризис доктора Килдэра                         | Dr. Kildare's Crisis                     | мистер Стаббинс, больной (в титрах не указан)  |
| 1940       | ф | Дедушка едет в город                           | Grandpa Goes to Town                     | (в титрах не указан)                           |
| 1940       | ф | Маленькие мужчины                              | Little Men                               | пьяный в медицинском шоу (в титрах не указан)  |
| 1940       | ф | Магазинчик за углом                            | The Shop Around the Corner               | полицейский (в титрах не указан)               |
| 1940       | ф | Мы, которые молоды                             | We Who Are Young                         | Экман (в титрах не указан)                     |
| 1940       | ф | Прожигательница жизни                          | Play Girl                                | Грейди (в титрах не указан)                    |
| 1941       | ф | С огоньком                                     | Ball of Fire                             | Макнири                                        |
| 1941       | ф | Цветы в пыли                                   | Blossoms in the Dust                     | Дж. Харрингтон Хеджер                          |
| 1941       | ф | Одетый для убийства                            | Dressed to Kill                          | Хэл Бреннон                                    |
| 1941       | ф | Великие пушки                                  | Great Guns                               | доктор                                         |
| 1941       | ф | Задержите рассвет                              | Hold Back the Dawn                       | мистер Джон Макадамс                           |
| 1941       | ф | Жениться на дочери босса                       | Marry the Bo$$'$ Daughter                | Блоджетт                                       |
| 1941       | ф | Господин окружной прокурор                     | Mr. District Attorney Daughter           | Герман Винкл                                   |
| 1941       | ф | Парижский запрос                               | Paris Calling                            | лейтенант Лантц                                |
| 1941       | ф | Горшок золота                                  | Pot o' Gold                              | Паркс                                          |
| 1941       | ф | Мы идём на Восток                              | We Go Fast                               | торговец холоднильниками                       |
| 1941       | ф | Переулок                                       | Back Street                              | мистер Мейсон (в титрах не указан)             |
| 1941       | ф | Привет, сосунок                                | Hello, Sucker                            | Стадсон (в титрах не указан)                   |
| 1941       | ф | Тесная обувь                                   | Tight Shoes                              | Фенвик, адвокат (в титрах не указан)           |
| 1942       | ф | Великий Гилдерслив                             | The Great Gildersleeve                   | судья Хорас Хукер                              |
| 1942       | ф | У леди есть планы                              | The Lady Has Plans                       | Пули                                           |
| 1942       | ф | Моя девушка Сэл                                | My Gal Sal                               | портной                                        |
| 1942       | ф | Снова вместе в Париже                          | Reunion in France                        | Оноре                                          |
| 1942       | ф | Возьми письмо, дорогая                         | Take a Letter, Darling                   | Фад Ньютон                                     |
| 1942       | ф | Другая женщина                                 | That Other Woman                         | Бейли                                          |
| 1942       | ф | Оружие для найма                               | This Gun for Hire                        | мужской портной                                |
| 1942       | ф | Двуспальная кровать                            | Twin Beds                                | управляющий                                    |
| 1942       | ф | Молодые американцы                             | Young America                            | директор Райс                                  |
| 1942       | ф | Брат Сокола                                    | The Falcon's Brother                     | Пэт Моффетт (в титрах не указан)               |
| 1942       | ф | Питтсбург                                      | Pittsburgh                               | рабочий на стройплощадке (в титрах не указан)  |
| 1943       | ф | Мостик в завтрашний день                       | Gangway for Tomorrow                     | Джим Бенсон                                    |
| 1943       | ф | Плохой день Гринслива                          | Gildersleeve's Bad Day                   | судья Хорас Хукер                              |
| 1943       | ф | Генри Олдрич даёт свинг                        | Henry Aldrich Swings It                  | Бойл                                           |
| 1943       | ф | В старой Оклахоме                              | In Old Oklahoma                          | Джо, кондуктор (в титрах не указан)            |
| 1943       | ф | Молодые идеи                                   | Young Ideas                              | начальник станции (в титрах не указан)         |
| 1944       | ф | Двойное разоблачение                           | Double Exposure                          | Санни Таккер                                   |
| 1944       | ф | Выбор игрока                                   | Gambler's Choice                         | Честный Джон Макгрейди                         |
| 1944       | ф | Мой друг Волк                                  | My Pal Wolf                              | Папа Эйсидаар                                  |
| 1944       | ф | Грохочущие орудия                              | Roaring Guns                             | полковник Крис Феррис                          |
| 1944       | ф | Три маленькие сестры                           | Three Little Sisters                     | Эзра Ларкин                                    |
| 1944       | ф | Вступайте в ряды армии                         | Up in Arms                               | мистер Хиггинботам                             |
| 1944       | ф | Гринвич-Виллидж                                | Greenwich Village                        | автор с письмом (в титрах не указан)           |
| 1944       | ф | Беспокойные годы                               | The Impatient Years                      | работник загса (в титрах не указан)            |
| 1944       | ф | Жили-были                                      | Once Upon a Time                         | Фред Стейси, репортёр (в титрах не указан)     |
| 1944       | ф | Седьмой крест                                  | The Seventh Cross                        | герр Биндер (в титрах не указан)               |
| 1944       | ф | Снова вместе                                   | Together Again                           | клерк (в титрах не указан)                     |
| 1945       | ф | Смелость Криминального доктора                 | The Crime Doctor's Courage               | дворецкий                                      |
| 1945       | ф | Опасное проникновение                          | Dangerous Intruder                       | Макс Дюкон                                     |
| 1945       | ф | Девушка из Лимберлоста                         | The Girl of the Limberlost               | Ходжес                                         |
| 1945       | ф | Странная иллюзия                               | Strange Illusion                         | профессор Мюльбах                              |
| 1945       | ф | Судан                                          | Sudan                                    | Хафра                                          |
| 1945       | ф | Простите мое прошлое                           | Pardon My Past                           | торговец одеждой                               |
| 1945       | ф | Рождество в Коннектикуте                       | Christmas in Connecticut                 | Гомер Хиггенботтом (в титрах не указан)        |
| 1945       | ф | Она не сказала «да»                            | She Wouldn't Say Yes                     | кондуктор (в титрах не указан)                 |
| 1945       | ф | Без любви                                      | Without Love                             | полковник Брейден (в титрах не указан)         |
| 1946       | ф | Мисс Сьюзи Слагл                               | Miss Susie Slagle's                      | мистер Джонсон                                 |
| 1946       | ф | Счастливый день Блонди                         | Blondie's Lucky Day                      | мэр Ричард Денби                               |
| 1946       | ф | Золушка Джонс                                  | Cinderella Jones                         | Махоуни                                        |
| 1946       | ф | Святой Гудлум                                  | The Hoodlum Saint                        | Сай Нолан, секретарь О’Нила                    |
| 1946       | ф | Эта девушка Бреннана                           | That Brennan Girl                        | Фред, 2-й муж Натали                           |
| 1946       | ф | Безоговорочно                                  | Without Reservations                     | торговец                                       |
| 1946       | ф | Большой город                                  | Big Town                                 | Амос Пибоди                                    |
| 1946       | ф | За зелёными огнями                             | Behind Green Lights                      | Дэниел Бун Винтергрин (в титрах не указан)     |
| 1946       | ф | Перед самым рассветом                          | Just Before Dawn                         | адвокат Аллен С. Тобин (в титрах не указан)    |
| 1946       | ф | Где-то в ночи                                  | Somewhere in the Night                   | маленький мужчина в очках (в титрах не указан) |
| 1947       | ф | Большой город после заката                     | Big Town After Dark                      | Амос Пибоди                                    |
| 1947       | ф | Девушка из календаря                           | Calendar Girl                            | капитан Ольсен                                 |
| 1947       | ф | Козёл отпущения                                | Fall Guy                                 | «дядя» Джим Гроссетт                           |
| 1947       | ф | Высокая стена                                  | High Wall                                | Сидни Хэкл                                     |
| 1947       | ф | Моя любимая брюнетка                           | My Favorite Brunette                     | Кроуфорд                                       |
| 1947       | ф | Приятели в сёдлах                              | Saddle Pals                              | Уильям Скунер                                  |
| 1947       | ф | Этот путь с женщиной                           | That Way with Women                      | Гарри Миллер                                   |
| 1948       | ф | Скандал в большом городе                       | Big Town Scandal                         | Амос Пибоди, издатель                          |
| 1948       | ф | Мальчик с зелеными волосами                    | The Boy with Green Hair                  | мистер Хаммонд                                 |
| 1948       | ф | Бессмысленный триумф                           | Hollow Triumph                           | Кобленц                                        |
| 1948       | ф | Майкл О’Халлоран                               | Michael O'Halloran                       | док Дуглас Брюс                                |
| 1948       | ф | Ловко устроился                                | Sitting Pretty                           | мистер Тейлор (в титрах не указан)             |
| 1948       | ф | Такой восхитительный порыв                     | That Wonderful Urge                      | мистер Бисселл (в титрах не указан)            |
| 1949       | ф | Китайское приключение Бостонского Блэки        | Boston Blackie's Chinese Venture         | Поп Джерард                                    |
| 1949       | ф | Невеста на продажу                             | Bride for Sale                           | Доббс                                          |
| 1949       | ф | Налётчики в масках                             | Masked Raiders                           | доктор У. Джей Николс                          |
| 1949       | ф | Крупная ставка                                 | Any Number Can Play                      | Джо Джозефс (в титрах не указан)               |
| 1950       | ф | Он удивителен                                  | He's a Cockeyed Wonder                   | Джей Б. Колдвелл                               |
| 1950       | ф | Человек, который обманул себя                  | The Man Who Cheated Himself              | Эрнест Куимби                                  |
| 1950       | ф | Уобаш авеню                                    | Wabash Avenue                            | Хорас Картер                                   |
| 1950       | ф | Солнце заходит на рассвете                     | The Sun Sets at Dawn                     | репортёр, Globe Express                        |
| 1953       | ф | Великое восстание сиу                          | The Great Sioux Uprising                 | Гист                                           |
| 1953       | ф | Покрова Багдада                                | The Veils of Bagdad                      | Заполя                                         |
| 1957       | с | Шоу Гейл Сторм                                 | The Gale Storm Show: Oh! Susanna         | мистер Снид (1 эпизод)                         |
| 1958       | ф | Прилив после наводнения                        | Flood Tide                               | мистер Эпплби, галантерейщик                   |
| 1958       | ф | Милый маленький банк, который следует ограбить | A Nice Little Bank That Should Be Robbed | мистер Симмс, он же Папа (в титрах не указан)  |
| 1958       | с | Театр Зейна Грея                               | Zane Grey Theater                        | Вес Типперт (1 эпизод)                         |
| 1958       | с | Калифорнийцы                                   | The Californians                         | разные роли (2 эпизода)                        |
| 1958       | с | Шоу Эда Винна                                  | The Ed Wynn Show                         | мистер Лагенауэр (1 эпизод)                    |
| 1958       | с | Приключения Джима Боуи                         | The Adventures of Jim Bowie              | Зант (1 эпизод)                                |
| 1958       | с | Тонкий человек                                 | The Thin Man                             | Фаззи, он же Сильвестер (1 эпизод)             |
| 1958       | с | Стрелок                                        | The Rifleman                             | Вес Типперт (1 эпизод)                         |
| 1959       | ф | Чудо холмов                                    | The Miracle of the Hills                 | Фаззи                                          |
| 1959       | с | Чёрное седло                                   | Black Saddle                             | Бёрнетт (1 эпизод)                             |
| 1959— 1960 | с | Техасец                                        | The Texan                                | разные роли (2 эпизода)                        |
| 1959 —1961 | с | Мэверик                                        | Maverick                                 | разные роли (2 эпизода)                        |
| 1960       | с | Шугарфут                                       | Sugarfoot                                | судья Лоусон (1 эпизод)                        |
| 1960       | с | Бит Бурбон-стрит                               | Bourbon Street Beat                      | разные роли (2 эпизода)                        |
| 1960       | с | Гавайский детектив                             | Hawaiian Eye                             | Флимс (1 эпизод)                               |
| 1960       | с | Харриган и сын                                 | Harrigan and Son                         | Свитцер (1 эпизод)                             |
| 1960       | с | Лесси                                          | Lassie                                   | Ральф Трамбл (1 эпизод)                        |
| 1961       | ф | Дикарь                                         | Wild in the Country                      | мистер Парсонс (в титрах не указан)            |
| 1961       | с | Альфред Хичкок представляет                    | Alfred Hitchcock Presents                | мэр (1 эпизод)                                 |
| 1962       | ф | Сладкоголосая птица юности                     | Sweet Bird of Youth                      | мэр Хенрикс                                    |